# Dejvice

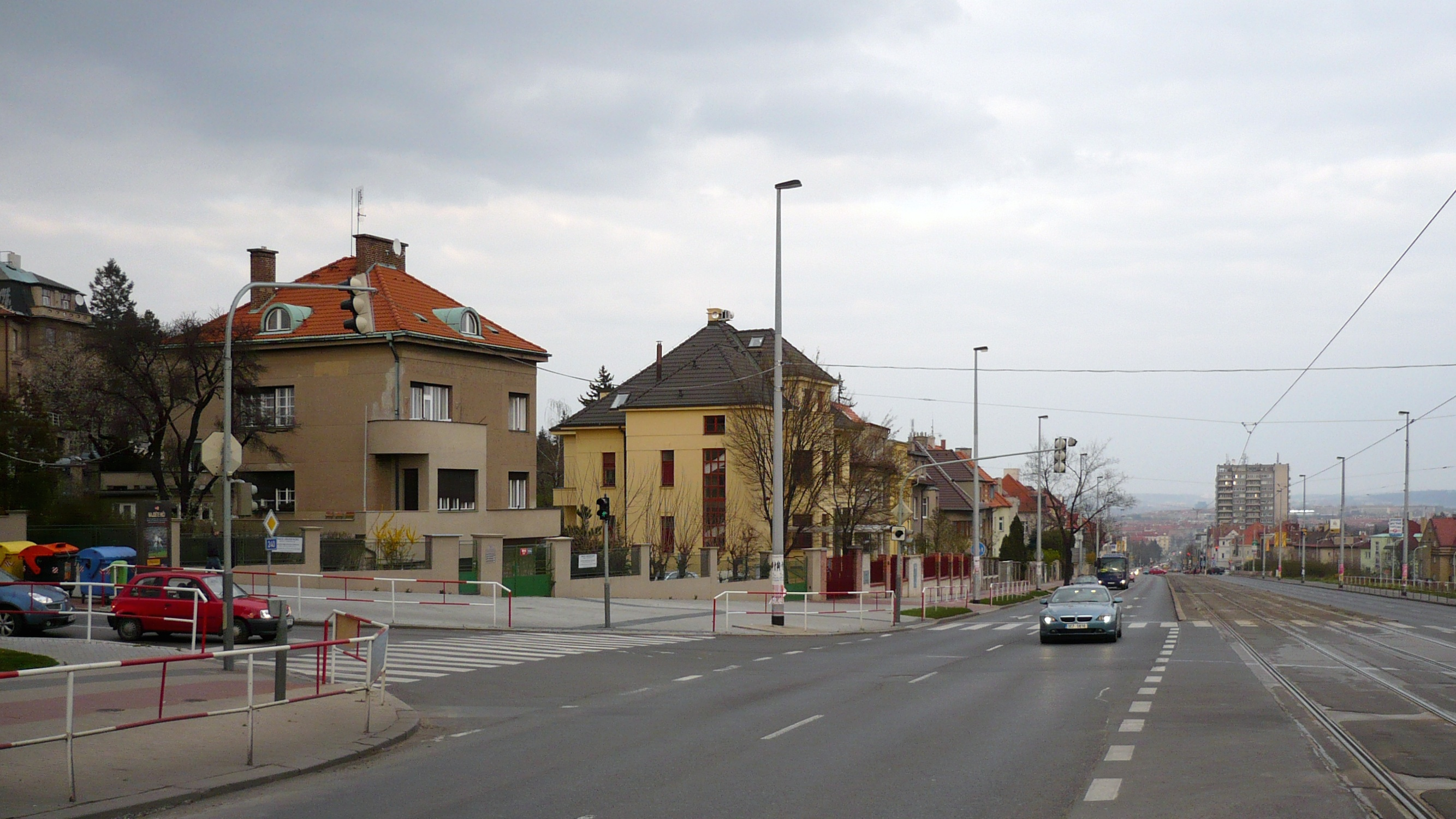
Dejvice

Le quartier de Dejvice fait partie de l'arrondissement de Prague 6, et est situé au nord du Château de Prague.

## Histoire
L'histoire de Dejvice en tant que quartier de Prague commence dans les années 1920. C'est à cette époque, que le quartier entier - y compris son centre, la place de la victoire (Vítězné náměstí) - a été bâti selon les plans de l'architecte Antonín Engel. 

Peu de temps avant la Seconde Guerre mondiale, le quartier est relié par trolley-bus et par tramway. 
À partir de la place de la victoire (Vítězným náměstím), le quartier s'est étendu vers le nord.
Après la Seconde Guerre mondiale, l'hôtel international, rare exemple pragois d'architecture stalinienne, a été construit. Cet édifice, encore en usage, a obtenu les soins des meilleurs artisans de l'époque.
En 1978, une station de métro (La station Leninova, aujourd'hui Dejvická) est construite. Elle termine la ligne A du métro pragois. À la même époque est construite l'avenue moderne Evropská (auparavant aussi Leninova), qui rejoint l'aéroport de Prague-Václav-Havel avec le centre de Prague.

## Un quartier résidentiel
Dejvice est un quartier résidentiel relativement luxueux. Il est à la fois proche du centre de Prague et de grands espaces verts comme Stromovka et Divoká Šárka.
Un campus, comprenant le rectorat de l'Université technique de Prague se trouve entre les rues Evropská et Jugoslávských partyzánů.